# Kern & Sohn
Die Kern & Sohn GmbH (Eigenschreibweise: KERN & SOHN GmbH) mit Sitz im Balinger Stadtteil Frommern in Baden-Württemberg produziert und vertreibt Waagen und Waagenzubehör. Laut dem Württembergischen Landesmuseum ist das Unternehmen die älteste Feinwaagenfabrik Deutschlands.
Das Familienunternehmen wurde 1844 in Onstmettingen, heute ein Stadtteil von Albstadt, von Gottlieb Kern gegründet und wird mittlerweile in der achten Generation geführt. Schon im 19. Jahrhundert wurde wiederholt in wissenschaftlichen Publikationen auf die Produkte der Firma verwiesen.
Viele Waagen aus der Produktion von Kern & Sohn sind heute im Waagenmuseum Balingen ausgestellt.

## Geschichte
Gottlieb Kern heiratete um das Jahr 1830 die Erbin der Waagenwerkstatt Sauter, die seit rund 1770 in Onstmettingen unter anderem mit der Herstellung von Feinwaagen beschäftigt war, und gründete 1844 die Werkstatt in ein Unternehmen um. Im Jahr 1867 produzierte und verkaufte das Unternehmen rund 2000 Waagen an Wissenschaftler, Apotheker, Chemiker und Goldschmiede. 1870 trat der Stiefsohn Kerns, Albert Sauter, in das Unternehmen ein. In den folgenden Jahren wurde Kern & Sohn zu einem der größten Hersteller von Feinwaagen in Deutschland. Bereits wenige Jahre später lag die Produktion bei 10.000 Waagen im Jahr.

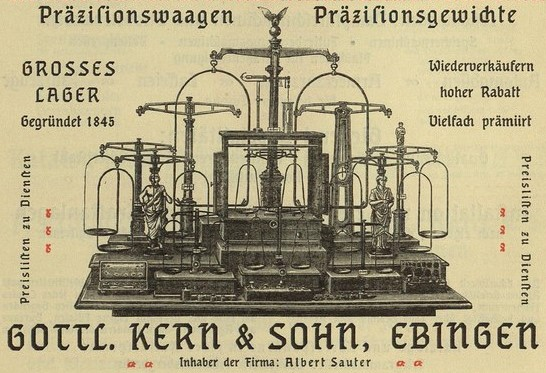
Weltausstellung Paris 1900

Während des letzten Viertels des neunzehnten Jahrhunderts führte Kern & Sohn eine große Anzahl an Innovationen und Änderungen an seinen Konstruktionen ein, um die Genauigkeit zu erhöhen. 1886 starb Gottlieb Kern. Albert Sauter übernahm die Leitung des Unternehmens. In der Mitte der 1880er Jahre errichtete Albert Sauter im benachbarten Ebingen eine große Fabrikationsstätte mit einem, wie damals üblich, angegliederten Wohnhaus. Um die Jahrhundertwende nahm Kern & Sohn eine beherrschende Marktstellung in mehreren Bereichen der Gewichtsmessung ein. 1903 übernahm Albert Sauters Sohn Gustav das Unternehmen. Kurze Zeit später erweiterte dieser die Waagenfabrik um weitere Gebäudeteile und baute auch das Wohnhaus dem Zeitgeist entsprechend repräsentativ um.
Der Erste Weltkrieg sorgte für eine Zäsur. Die Produktion sank um 70 %, gearbeitet wurde nur noch an drei Tagen in der Woche. In der nach Kriegsende folgenden schweren Inflation, durfte Firmeninhaber Gustav Sauter das Geld für die Löhne seiner Mitarbeiter – ganz legal – auf Zeitungspapier drucken und verteilen, um der galoppierenden Inflation wenigstens einen kleinen Schritt voraus zu sein. Der schwächelnden Nachfrage nach Waagen versuchten die Unternehmen der süddeutschen Waagenindustrie seinerzeit auf ihre ganz spezielle Art und Weise entgegenzutreten, indem sie die Vielfalt an Modellen in bis dahin ungeahnte Höhen schraubte. Das Produktprogramm der Firma Kern & Sohn zum Beispiel umfasste zu dieser Zeit bis zu 500 Modelle.
Nach den prosperierenden 1930er Jahren stellte der Zweite Weltkrieg, in dem die Fabrik zerstört und die Inhaber ums Leben kamen, einen erneuten gravierenden Einschnitt dar. Die Schwester der beiden damaligen Firmeninhaber Paul und Walter Sauter führte zusammen mit den verbliebenen Mitarbeitern die Firma nach Kriegsende fort. Aufgrund der fehlenden Mittel hielt man sich die ersten Jahre mit der Produktion von Gipserwerkzeugen über Wasser, ehe Ende der 1940er Jahre die Produktion von Waagen wieder in den Mittelpunkt rückte.
Mit Eintritt Martin Sauters in das Unternehmen wurde das Produktsortiment wieder auf Analysenwaagen und Laborwaagen ausgerichtet. Die aufkommende Elektrifizierung in der Wägetechnik führte in den 1970er Jahren zu einem enormen Wandel in der Branche, dem sich auch Kern & Sohn, das seine Stärke bis dahin der Produktion von mechanischen Präzisionswaagen verdankte, nicht verschließen konnte und im Folgenden die ersten halbelektronischen Präzisionswaagen der Firmengeschichte herstellte.
Das Produktprogramm wurde in den folgenden Jahren um Industriewaagen, Kalibrier- und Eichdienstleistung, medizinische Personenwaagen, Mikroskope und Refraktometer erweitert.

## Heutiges Produktangebot
Heute produziert und vertreibt Kern & Sohn 2500 verschiedene Waagen, dazu eine Vielzahl von Messgeräten, darunter Hygrometer, Prüfgewichte, Messinstrumente unter anderem zur Kraftmessung, Drehmomentmessung, Härteprüfung, für Schichtdicke, Materialdicke, Lichtstärkenmessung, Schallpegelmessung, sowie Mikroskope, Refraktometer, Software und Zubehör. Kern & Sohn gibt 5 % seines Umsatzes für Forschung und Entwicklung aus.